# Puchowa Góra
Puchowa Góra [pronunciación en polaco: /puˈxɔva ˈɡura/] es un pueblo ubicado en el distrito administrativo de Gmina Jabłoń, dentro del Condado de Parczew, Voivodato de Lublin, en Polonia oriental. Se encuentra aproximadamente a 19 kilómetros al noreste de Parczew y a 63 kilómetros al noreste de la capital regional Lublin.